# Ilusión financiera
La ilusión financiera es un fenómeno que consiste en la deformación de la representación de la realidad del comportamiento o funcionamiento del Sector público que percibe la ciudadanía.
Uno de los primeros autores que estudió el fenómeno de la ilusión financiera fue el profesor italiano Amilcare Puviani (1854-1907), en su obra Teoría de la ilusión financiera (1903).
Para Álvaro Rodríguez Bereijo, la ilusión financiera es el "medio de modificar la valoración que los sujetos hacen de la actividad financiera, alterando su coste o su utilidad, con el fin de obtener la aquiescencia de los contribuyentes a la política financiera del Estado, aunque dicha política esté presidida por la protección de los intereses egoístas de la clase dominante".

## Función de la ilusión financiera
La creación de ilusión financiera es una de las alternativas ideológicas que existen para afrontar los fallos del Sector público: otras opciones democráticas legítimas podrían ser el control de dichos fallos mediante la democratización de las reglas de elección colectiva y la evitación de dichos fallos mediante la desregulación o la privatización de la actividad pública (la reducción de la participación del Sector público dentro del sistema económico).
Ante la realidad de la existencia de fallos del Sector público, la ilusión financiera cumple una función de ocultación de esa realidad para aumentar el umbral de tolerancia social hacia los problemas de ineficacia o ineficiencia públicas, para evitar la deslegitimación de la actividad pública y para reducir la contestación ciudadana y favorecer la cohesión social.
Todos los agentes que participan en el proceso político de toma, ejecución y control de las decisiones públicas (es decir, toda la ciudadanía en sus cuatro posibles roles de votantes, representantes políticos, administradores públicos y miembros de alguna asociación ciudadana que actúe como grupo de interés) pueden estar interesados en contribuir a generar ilusión financiera entre la ciudadanía y también en oponerse a la existencia de esa ilusión financiera.
Uno de los contrapesos democráticos de la ilusión financiera es la transparencia pública, entendida como la apertura del Sector público a la divulgación de información acerca de su actividad.

## Mecanismos de creación de ilusión financiera
Los mecanismos para generar ilusión financiera pueden ser muy diversos. Entre ellos destacan, por su eficacia ilusionista y su uso generalizado en la actualidad, los siguientes:
- El recurso al endeudamiento público para financiar el gasto público (ya que la deuda pública, al demorar el pago a un futuro, permite encubrir el verdadero alcance de las decisiones políticas de gasto público que se tomen en el presente, lo que resulta más difícil de conseguir cuando la ciudadanía tiene que afrontar su coste mediante una subida de impuestos en el presente).[2]
- La concesión de beneficios fiscales (ya que resulta muy difícil o imposible que las exenciones fiscales puedan ser transparentes en cuanto a la identidad de sus beneficiarios, mientras que las subvenciones directas sí pueden serlo).
- La manipulación de la información en los medios de comunicación (ya sea mediante la ocultación o mediante el falseamiento de la información).[3]

Los mecanismos generadores de ilusión financiera pueden dirigirse a exagerar los beneficios reales de las iniciativas públicas, a encubrir los costes verdaderos de la actividad pública, a ocultar o confundir la cuantía o el destino de los programas de gasto público, a ocultar o confundir el reparto de la contribución ciudadana a la financiación pública, a ocultar la corrupción y la incompetencia en la gestión pública, etc.